# Podstrana
Podstrana és un poble i municipi de Croàcia situat al comtat de Split-Dalmàcia. El 2020 tenia una població estimada de 11.912 habitants.